# Półgęsek
Półgęsek – potrawa popularna w kuchni staropolskiej. Znany jest również pod nazwą półgąsek lub pierśnik .
Wytwarzało się je z piersi gęsiej oczyszczonej z kości, ale z zachowaną skórą, następnie peklowanej i wędzonej. W niektórych regionach Rzeczypospolitej półgęsek robiono z całej połówki korpusu gęsi (bez nóg i szyi). Półgęski traktowano jako danie dość luksusowe, przeważnie jadano je w dworach szlacheckich. W XIX w. rozpowszechniły się na Pomorzu, gdzie powszechny stał się chów gęsi na podroby. Podroby eksportowano do Francji (na pasztet strasburski), a mięso wykorzystywano na lokalnym rynku. Bardzo znane były też półgęski litewskie.
Obecnie wyrabiany na Pomorzu jako tzw. produkt regionalny.